# Europejskie Centrum Analiz Geopolitycznych
Europejskie Centrum Analiz Geopolitycznych (ECAG) – ośrodek analityczno-badawczy typu think-tank, jeden z trzech w Polsce zajmujących się geopolityką, założony w Szczecinie w styczniu 2007 w formie stowarzyszenia.

## Działalność ECAG
Obecnie jego siedziba mieści się w Warszawie. Europejskie Centrum Analiz Geopolitycznych prowadzi działalność analityczną, ekspercką i wydawniczą. Koncentruje się głównie na problematyce stosunków międzynarodowych, polityki zagranicznej i wewnętrznej państw, obserwacji procesów wyborczych oraz geopolityce. W ramach ECAG, na zasadach autonomicznych, działają Ośrodek Badań Potęgometrycznych, Instytut Polityki Bezpieczeństwa i Ośrodek Studiów Strategicznych i Ośrodek Badań Ideopolitycznych. Europejskie Centrum Analiz Geopolitycznych wydaje dwa półroczniki: Ideopolityka i Polityka Bezpieczeństwa, a także dziennik internetowy Geopolityka.org, należący do jednego z najczęściej odwiedzanych w Polsce portali poświęconych geopolityce.
Od swojego powstania ECAG zgromadził liczne grono współpracowników w osobach naukowców, studentów, analityków, polityków i dziennikarzy, pochodzących z Polski, jak i z państw Unii Europejskiej, obszaru poradzieckiego Ameryki Północnej, Afryki i Bliskiego Wschodu, którzy stale zabierają głos w wydawanych przez ECAG publikacjach oraz uczestniczą w projektach naukowych i wyjazdach studyjnych.

## Programy
- Potęgi Państw[8],
- Wojna w Syrii (wcześniej Syria 2012)[9],
- Państwa nieuznawane[10],
- Libia 2011 (zakończony)[11].

## Zarzuty o pranie brudnych pieniędzy
W styczniu 2013 roku redaktorzy Newsweek Polska oskarżyli ECAG o agenturalne powiązania z rosyjskimi politykami i biznesmenami oraz o prokomunistyczne poglądy członków zarządu. ECAG zdecydowanie odrzuca oskarżenia. Do sądu została skierowana sprawa o zniesławienie. W 2016 roku właściciel Newsweeka, wydawnictwo Ringier Axel Springer Polska, przegrał ten proces o zniesławienie. Sprawa trafiła do Sądu Apelacyjnego a ten w całości oddalił powództwo ECAG-u. Wyrok zapadł 25 października 2017 r. i jest prawomocny.
W 2017 roku organizacja dziennikarzy śledczych OCCRP ujawniła, że w ramach procederu prania brudnych pieniędzy w głośnym schemacie „Laundromat” na konto ECAG trafiło 21 000 EUR, pochodzących z Rosji. Fakt otrzymania środków został potwierdzony przez skarbnika organizacji Mariana S., który wyjaśnił, że zostały one wkrótce potem przekazane na inne konto.

## Członkowie uprawnieni do reprezentacji
- Marcin Domagała – prezes
- Przemysław Sieradzan – wiceprezes
- Kornel Sawiński – wiceprezes
- Konrad Rękas – wiceprezes
- Mateusz Piskorski – sekretarz generalny[19]

## Publikacje ECAG
- Robert Potocki, Marcin Domagała, Przemysław Sierdzan, Konflikt Kaukaski w 2008 roku, Europejskie Centrum Analiz Geopolitycznych 2012, ISBN 978-83-932915-0-2[20][21]
- Marcin Domagała, Mateusz Piskorski, Przemysław J. Sieradzan, Marian Szołucha, Białoruś. Model państwa i gospodarki, Europejskie Centrum Analiz Geopolitycznych 2012, ISBN 978-83-932915-2-6[22]
- Dariusz Miszewski, Polacy i Czesi na Śląsku Cieszyńskim w latach 1848–1945, Europejskie Centrum Analiz Geopolitycznych 2013, ISBN 978-83-64125-00-3[23]
- Robert Kobryński, Dzieci w konfliktach zbrojnych, Europejskie Centrum Analiz Geopolitycznych 2013, ISBN 978-83-64125-07-2[24]
- Kawęcki Krzysztof, Polacy na Wileńszczyźnie 1990–2012, Europejskie Centrum Analiz Geopolitycznych 2013, ISBN 978-83-932915-4-0[25]
- Jarosław Tomasiewicz, Rewolucja narodowa, Europejskie Centrum Analiz Geopolitycznych 2012, ISBN 978-83-64125-01-0[26]
- Robert Potocki, Mateusz Piskorski, Wiesław Hładkiewicz Fale Tunisami, Europejskie Centrum Analiz Geopolitycznych 2014, ISBN 978-83-932915-1-9[27]
- Tomasz Skowronek, Zapiski o Ameryce Łacińskiej, Europejskie Centrum Analiz Geopolitycznych 2014, ISBN 978-83-64125-03-4[28]